# نيخيل ماثيو
نيخيل ماثيو (بالإنجليزية: Nikhil Mathew)‏ هو مغني هندي، ولد في 23 أكتوبر 1983.

## وصلات خارجية
- نيخيل ماثيو على موقع ميوزك برينز (الإنجليزية)